# Green Buffaloes FC
Green Buffaloes Football Club w skrócie Green Buffaloes FC – zambijski klub piłkarski grający w zambijskiej pierwszej lidze, mający siedzibę w mieście Lusaka.

## Sukcesy
- Premier League[1]:
  - mistrzostwo (6): 1973, 1974 (jako Zambia Army), 1975, 1977, 1979, 1981.

- Puchar Zambii[2]:
  - zwycięstwo (1): 2005.

- Challenge Cup[2]:
  - zwycięstwo (5): 1975, 1977, 1979, 1981, 1985.

- Tarcza Dobroczynności[2]:
  - zwycięstwo (1): 2008.

## Występy w afrykańskich pucharach
| Sezon     | Rozgrywki                 | Runda       | Kraj                          | Klub                     | Dom | Wyjazd | Dwumecz |
| --------- | ------------------------- | ----------- | ----------------------------- | ------------------------ | --- | ------ | ------- |
| 1974      | Puchar Mistrzów           | 1           | Madagaskar                    | JS Antalaha              | 4–1 | 2–1    | 6–2     |
| 1974      | Puchar Mistrzów           | 2           | Tanzania                      | Simba SC                 | 1–2 | 0–1    | 1–3     |
| 1975      | Puchar Mistrzów           | 1           | Madagaskar                    | AS Corps Enseignement    | –   | –      | –       |
| 1975      | Puchar Mistrzów           | 2           | Malawi                        | Bata Bullets             | 3–2 | 2–0    | 5–2     |
| 1975      | Puchar Mistrzów           | ćwierćfinał | Nigeria                       | Enugu Rangers            | 2–2 | 1–2    | 3–4     |
| 1976      | Puchar Mistrzów           | 2           | Tanzania                      | Simba SC                 | 1–0 | 3–2    | 4–2     |
| 1976      | Puchar Mistrzów           | ćwierćfinał | Nigeria                       | Enugu Rangers            | 3–1 | 0–3    | 3–4     |
| 1978      | Puchar Mistrzów           | 2           | Lesotho                       | Matlama FC               | 1–0 | 0–0    | 1–0     |
| 1978      | Puchar Mistrzów           | ćwierćfinał | Kamerun                       | Canon Jaunde             | 1–1 | 0–2    | 1–3     |
| 1982      | Puchar Mistrzów           | 1           | Burundi                       | Vital’O FC               | 0–0 | 2–0    | 2–0     |
| 1982      | Puchar Mistrzów           | 2           | Madagaskar                    | AS Somasud               | 3–0 | 3–1    | 6–1     |
| 1982      | Puchar Mistrzów           | ćwierćfinał | Egipt                         | Al-Ahly Kair             | 1–0 | 1–3    | 2–3     |
| 1983      | Puchar Zdobywców Pucharów | 1           | Mozambik                      | CD Maxaquene             | 5–1 | 1–1    | 6–2     |
| 1983      | Puchar Zdobywców Pucharów | 2           | Madagaskar                    | AS Sotema                | 2–0 | 0–0    | 2–0     |
| 1983      | Puchar Zdobywców Pucharów | ćwierćfinał | Gwinea                        | Horoya AC                | 1–0 | 0–2    | 1–2     |
| 2003      | Puchar CAF                | 1           | Uganda                        | Express FC               | 2–1 | 1–1    | 3–2     |
| 2003      | Puchar CAF                | 2           | Seszele                       | St Michel United FC      | 5–0 | 2–1    | 7–1     |
| 2003      | Puchar CAF                | ćwierćfinał | Tunezja                       | Club Africain            | 1–1 | 1–4    | 2–5     |
| 2004      | Puchar Konfederacji       | wstępna     | Sudan                         | Al-Merreikh Omdurman     | 2–0 | 0–1    | 2–1     |
| 2004      | Puchar Konfederacji       | 1           | Demokratyczna Republika Konga | DC Motema Pembe          | 6–1 | 1–2    | 7–3     |
| 2004      | Puchar Konfederacji       | 2           | Nigeria                       | Lobi Stars               | 4–2 | 1–2    | 5–4     |
| 2004      | Puchar Konfederacji       | 3           | Kamerun                       | Coton Sport FC de Garoua | 1–1 | 0–3    | 1–4     |
| 2005      | Puchar Konfederacji       | wstępna     | Rwanda                        | APR FC                   | 1–0 | 1–3    | 2–3     |
| 2007      | Puchar Konfederacji       | wstępna     | Reunion                       | Saint-Pauloise FC        | 2–0 | 0–0    | 2–0     |
| 2007      | Puchar Konfederacji       | 1           | Egipt                         | Ismaily SC               | 1–1 | 1–2    | 2–3     |
| 2008      | Puchar Konfederacji       | wstępna     |                               | Chipukizi FC             | 2–0 | 5–0    | 7–0     |
| 2008      | Puchar Konfederacji       | 1           | Zimbabwe                      | Highlanders FC           | 1–1 | 0–1    | 1–2     |
| 2018      | Puchar Konfederacji       | wstępna     | Egipt                         | Al-Masry Port Said       | 2–1 | 0–4    | 2–5     |
| 2018/2019 | Puchar Konfederacji       | wstępna     | Sudan Południowy              | Al-Merreikh Dżuba        | 2–0 | 0–0    | 2–0     |
| 2018/2019 | Puchar Konfederacji       | 1           | Tunezja                       | CS Sfaxien               | 1–0 | 1–4    | 2–4     |

## Stadion
Domowe mecze klub rozgrywa na stadionie o nazwie Vodafone Stadium w Lusace, który może pomieścić 15000 widzów.